# Excalibur
Excalibur (Ekskalibur) (wal. Caledfwlch, w wolnym przekładzie „miecz światła”) – miecz z legend arturiańskich. Otrzymał go król Artur od Pani Jeziora po tym, jak złamał poprzedni „Miecz z Kamienia”. Broń ta miała być wieczna, a jej pochwa miała tę właściwość, że noszącemu nie zagrażały żadne rany.
Po śmierci Artura z rąk popleczników jego syna Mordreda (Medrauta), miecz zawędrował z nim na Avalon. Tam miał czekać na powrót króla do świata żywych, aby następnie wraz z nim brać udział w walce o dobro, prawość i braterstwo, a przede wszystkim zaś o miłość. Podczas wielkiego przelewu krwi celtyckiej Excalibur ma powrócić na świat i pojawić się w miejscu Miecza z Kamienia, prawdopodobnie w Stonehenge.
Istnieje wersja legendy, wg której Caliburn miał być po śmierci przekazywany z rąk do rąk wszystkim rycerzom godnym jego posiadania. Wg innej wersji został on rozbity i tworzy 13 skarbów Brytanii, zawiezionych na wyspę Bardsey wraz z Merlinem. W dalszej części legendy podane jest, że Caliburn może zostać odrodzony tylko z czystej miłości dziecka, co jest niezgodne ze wskazówką, że ten, który będzie dzierżył miecz, musi być „mężem prawym, sprawiedliwym i wolnym od nienawiści i zła tego świata”. Nazwa Excalibura została odczytana przez naukowców zajmujących się kulturą celtycką, jako zlepek łacińskich słów ensis caliburnus, czyli „miecz chalibijski”, czyli wykuty przez Chalibów, lud pochodzący z Anatolii.